# Morvillers
Pour les articles homonymes, voir Morvillers (homonymie).
Morvillers est une commune rurale française située dans le département de l'Oise en région Hauts-de-France.

## Géographie

### Localisation

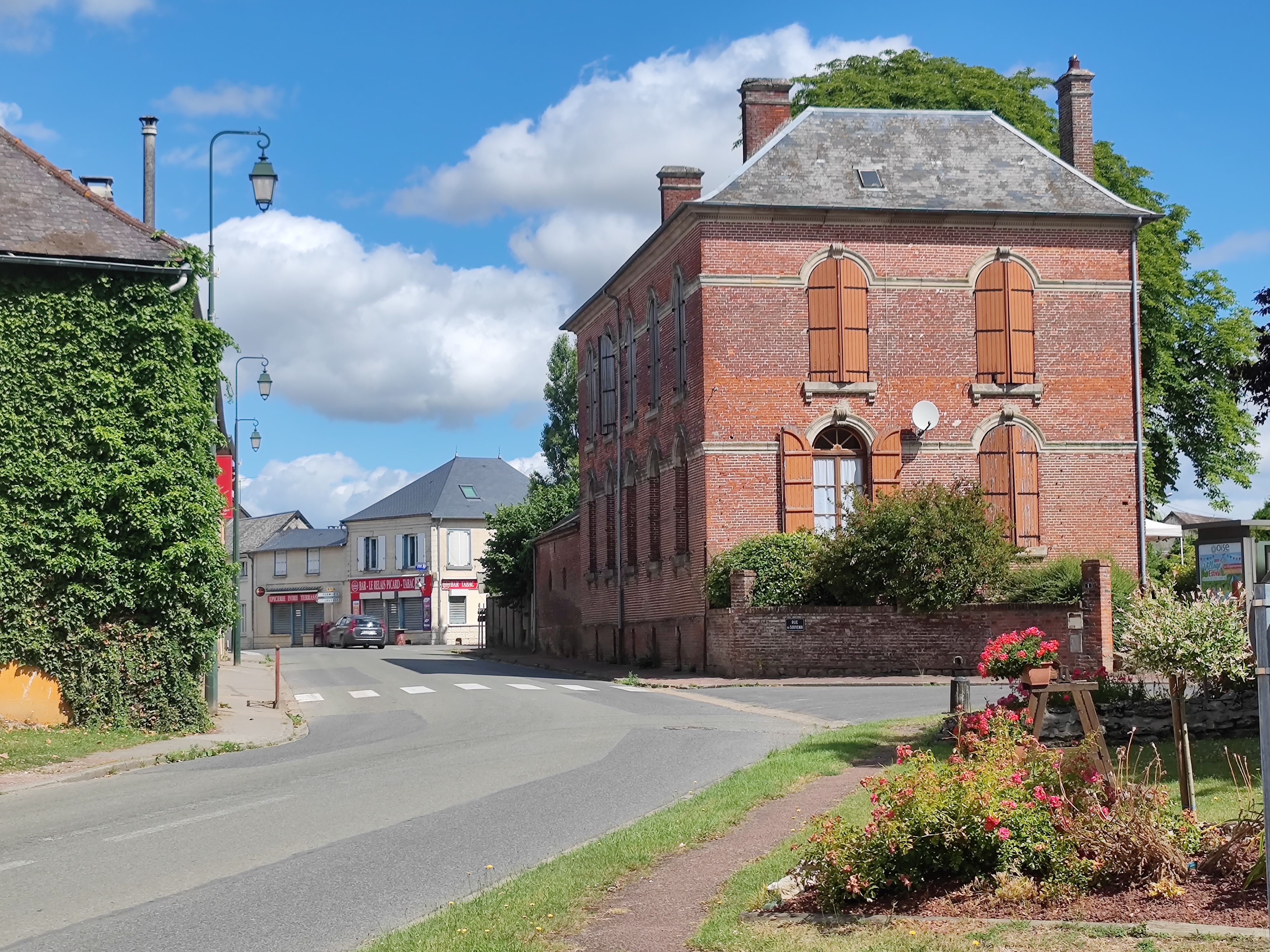
Le centre du village.

La commune de Morvillers se situe à l'extrémité ouest du département de l'Oise, en bordure du département de la Seine-Maritime, à la limite orientale du Pays de Bray, dans le secteur appelé « Oise Normande ».
Elle se trouve dans l'aire d'attraction de Beauvais ainsi que dans sa zone d'emploi, et dans le bassin de vie de Grandvilliers.
Bien que située dans le département voisin de la Seine-Maritime la ville de Gournay-en-Bray est un pôle d'attraction pour Morvillers.  Trois grandes villes sont situées dans un rayon de moins de 60 km. À 23 km se trouve Beauvais préfecture de l'Oise, à 47 km la préfecture de la Somme, Amiens et à 59 km la préfecture de la Seine-Maritime Rouen.

### Communes limitrophes
Les communes limitrophes sont Grémévillers, Loueuse, Roy-Boissy, Saint-Deniscourt, Songeons et Thérines.
| Saint-Deniscourt |            | Thérines     |
| Loueuse          | Morvillers | Roy-Boissy   |
| Songeons         |            | Grémévillers |

### Géologie et relief
La superficie de la commune est de 5,12 km2 ; son altitude varie de 160  à   192 mètres. 

### Hydrographie

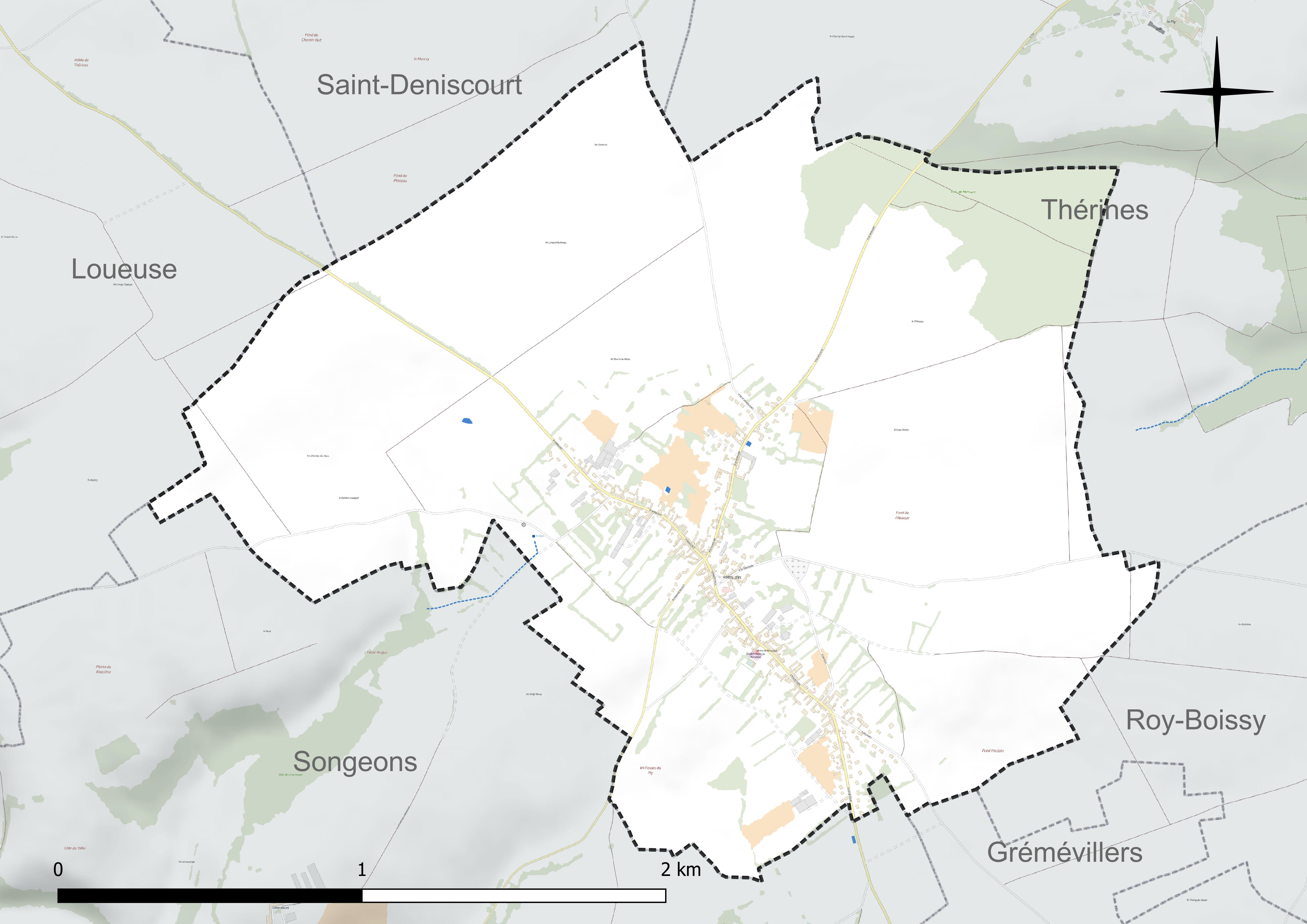
Réseau hydrographique de Morvillers.

La commune est située dans le bassin Seine-Normandie. Elle n'est drainée par aucun cours d'eau,.

### Climat
Pour des articles plus généraux, voir Climat des Hauts-de-France et Climat de l'Oise.
En 2010, le climat de la commune est de type climat océanique altéré, selon une étude du CNRS s'appuyant sur une série de données couvrant la période 1971-2000. En 2020, Météo-France publie une typologie des climats de la France métropolitaine dans laquelle la commune est exposée à un climat océanique et est dans la région climatique  Côtes de la Manche orientale, caractérisée par un faible ensoleillement (1 550 h/an) ; forte humidité de l'air (plus de 20 h/jour avec humidité relative > 80 % en hiver), vents forts fréquents. 
Pour la période 1971-2000, la température annuelle moyenne est de 10 °C, avec une amplitude thermique annuelle de 13,8 °C. Le cumul annuel moyen de précipitations est de 826 mm, avec 12,6 jours de précipitations en janvier et 8,8 jours en juillet. Pour la période 1991-2020, la température moyenne annuelle observée sur la station météorologique la plus proche, située sur la commune de Saint-Arnoult à 7 km à vol d'oiseau, est de 10,4 °C et le cumul annuel moyen de précipitations est de 797,2 mm,. Pour l'avenir, les paramètres climatiques de la commune estimés pour 2050 selon différents scénarios d'émission de gaz à effet de serre sont consultables sur un site dédié publié par Météo-France en novembre 2022.

## Urbanisme

### Typologie
Au 1er janvier 2024, Morvillers est catégorisée commune rurale à habitat dispersé, selon la nouvelle grille communale de densité à sept niveaux définie par l'Insee en 2022.
Elle est située hors unité urbaine. Par ailleurs la commune fait partie de l'aire d'attraction de Beauvais, dont elle est une commune de la couronne,. Cette aire, qui regroupe 162 communes, est catégorisée dans les aires de 50 000 à moins de 200 000 habitants,.

### Occupation des sols

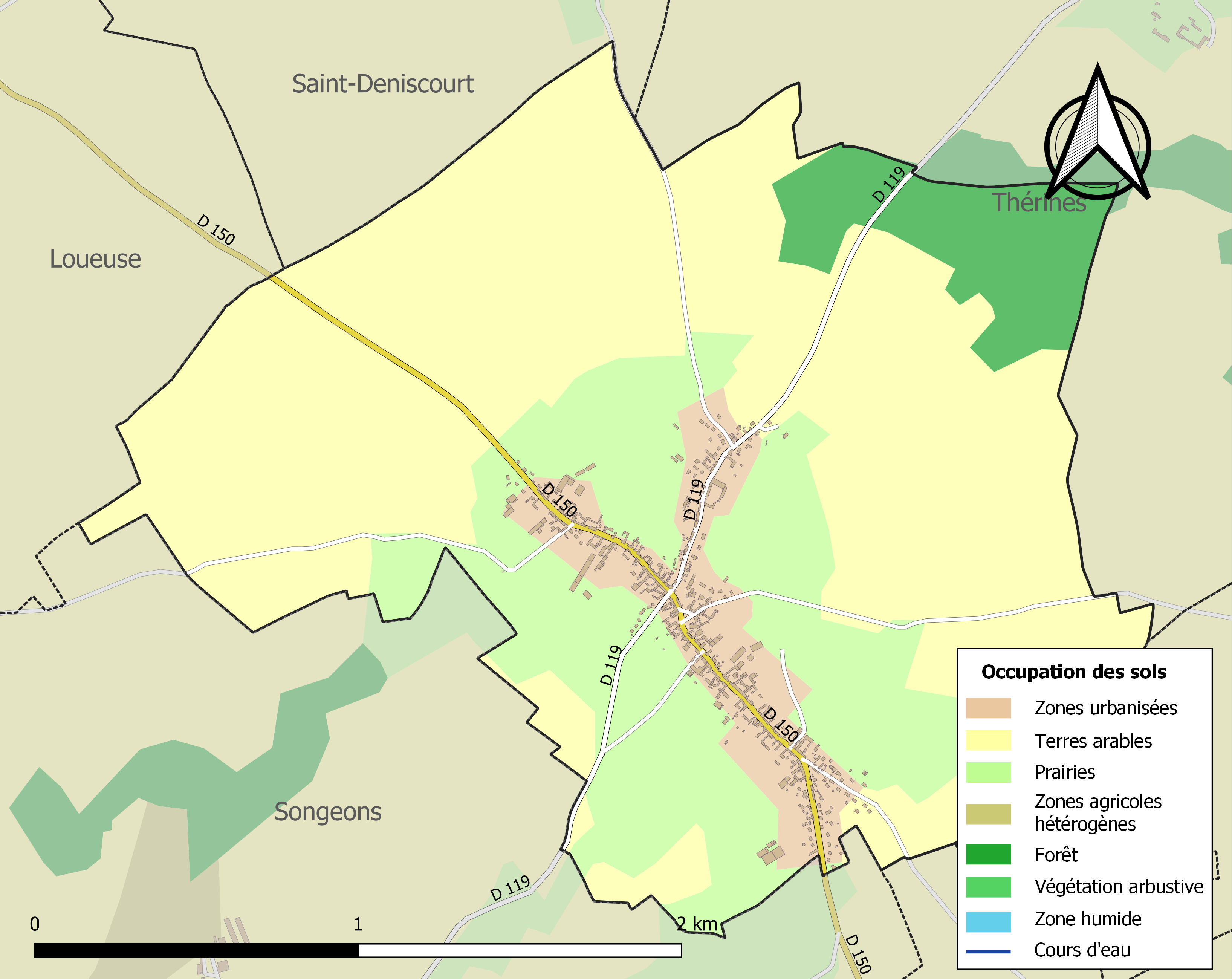
Carte des infrastructures et de l'occupation des sols de la commune en 2018 (CLC).

L'occupation des sols de la commune, telle qu'elle ressort de la base de données européenne d'occupation biophysique des sols Corine Land Cover (CLC), est marquée par l'importance des territoires agricoles (85,2 % en 2018), une proportion sensiblement équivalente à celle de 1990 (85,8 %). 
La répartition détaillée en 2018 est la suivante : terres arables (60,9 %), prairies (24,3 %), zones urbanisées (8 %), forêts (6,8 %). 
L'évolution de l'occupation des sols de la commune et de ses infrastructures peut être observée sur les différentes représentations cartographiques du territoire : la carte de Cassini (XVIIIe siècle), la carte d'état-major (1820-1866) et les cartes ou photos aériennes de l'IGN pour la période actuelle (1950 à aujourd'hui).

### Morphologie urbaine
Le village est formé selon le modèle du village-rue sur la route départementale RD 150. La structure du village comporte trois rues principales, la rue Marquant, la rue Riquefosse et la rue de Monsure, qui se rejoignent dans le centre du village, aux abords de l'église. Deux de ces rues - la rue Riquefosse orientée vers Beauvais et la rue Marquant en direction de Formerie - forment une seule rue, l'axe du village-rue, qui change de nom au croisement de la rue de Monsure qui prend la direction de Grandvilliers et qui lui est perpendiculaire.
Depuis le XIXe siècle, la majeure partie des maisons du villages sont en brique, qui étaient probablement produites localement grâce au sol argileux.
Il reste néanmoins quelques maisons qui indiquent la proximité de la Normandie par leur architecture en pan de bois, aujourd'hui principalement réservée aux bâtiments et dépendances.
L'urbanisation avait laissé des espaces, prés et herbages, à l'intérieur du village qui sont en voie de disparition. On assiste aujourd'hui au développement du mitage du bâti moderne et du développement des constructions pavillonnaires, caractéristique de l'étalement urbain  autour des grandes villes et de la rurbanisation.

### Habitat et logement
En 2021, le nombre total de logements dans la commune était de 219, alors qu'il était de 211 en 2016 et de 203 en 2011. 
Parmi ces logements, 88,4 % étaient des résidences principales, 6,1 % des résidences secondaires et 5,6 % des logements vacants. Ces logements étaient pour 97,2 % d'entre eux des maisons individuelles et pour 2,8 % des appartements. 
Le tableau ci-dessous présente la typologie des logements à Morvillers en 2021 en comparaison avec celle de l'Oise et de la France entière. Une caractéristique marquante du parc de logements est ainsi une proportion de résidences secondaires et logements occasionnels (6,1 %) supérieure à celle du département (2,4 %) mais inférieure à celle de la France entière (9,7 %). 
| Typologie                                               | Morvillers | Oise | France entière |
| ------------------------------------------------------- | ---------- | ---- | -------------- |
| Résidences principales (en %)                           | 88,4       | 90,5 | 82,2           |
| Résidences secondaires et logements occasionnels (en %) | 6,1        | 2,4  | 9,7            |
| Logements vacants (en %)                                | 5,6        | 7    | 8,1            |

### Voies de communication et transports
La commune est desservie, en 2023, par les lignes 612, 6103, 6104, 6113 et 6150 du réseau interurbain de l'Oise.

## Toponymie
Au Moyen Âge, l'orthographe du nom du village n'est pas encore fixée et on trouve diverses formes. Ainsi il se nomme Morviller (1138) ; Morviler (1143) ; Mervilanus (1190) ; Wernonis de Morviler (1199) ; Mortuum villare (XIIe) ; Mortuus villaris (1220) ; Morvillier (1480) ; Morvilliers (1540), Morvillers (1667).
Ce toponyme a peut-être pour origine la racine mor, en basse latinité morus , mera, mora... Tantôt ils désignent une mare , un marais , et tantôt une habitation ».

## Histoire

### Moyen Âge
En 1503, date de reconstruction de l'église, est attesté un vicariat.

### Époque moderne

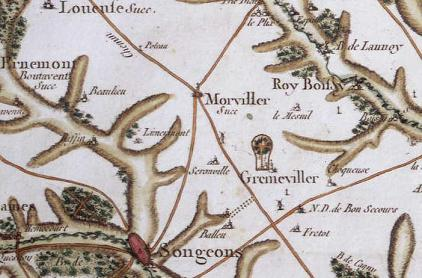
Extrait de la carte de Cassini : Morvillers vers 1750.

Le village se trouvait dans le diocèse de Beauvais et dans le doyenné de Montagne où se trouvait également Songeons. Situé dans le Beauvaisis « restreint » il dépendait du bailliage ainsi que de l'élection de Beauvais.
On peut supposer que Morvillers était un pays d'élevage et que l'investissement était principalement dû à la nécessité du lait dans l'activité de ses bueries beauvaisiennes. En outre les années 1640-1660 furent des années d'écroulement du prix des céréales et ces terroirs de transition entre grands terroirs de blé mités de pâture pouvaient représenter un investissement d'autant plus rentable que les prix du bétail et du foin herbager était en forte progression.
En effet à Morvillers à partir du XVIIe siècle se développe cette catégorie de pâturage spécifique par sa position et son développement à partir des jardins et donc à proximité des habitations.
Le marché de Songeons qui avait pris le relais de celui de Gerberoy était un marché local principalement tourné vers le froment. Celui-ci de portée locale a moins souffert que les plus grands marchés du Beauvaisis aux XVIIe et XVIIIe siècles et on peut supposer qu'à Morvillers il existait en parallèle de l'élevage une production locale de céréales destinée à la commercialisation.
Morvillers est donc à l'aube de la Révolution française une campagne française qui en comporte les caractéristiques.

### Révolution française et Empire
La loi du 22 décembre 1789 reprise par la constitution de 1791, divise le royaume (la République en septembre 1792), en communes, cantons, districts et départements. Le village est rattaché au canton de Songeons et au département de l'Oise. Les cantons étaient originellement regroupés en districts jusqu'à la suppression de ceux-ci en 1795 et Morvillers se trouve dans celui de Grandvilliers, puis en arrondissements lors de leur création en 1800 ; Morvillers est alors rattachée à l'arrondissement de Beauvais. La constitution du 5 fructidor an III (22 août 1795), qui supprime par ailleurs les districts, crée une municipalité dans chaque canton, formée de représentants de toutes les communes du canton jusqu'au 28 pluviôse an VIII (17 février 1800) ce qui contribua à renforcer les liens avec le chef-lieu de canton voisin.
Le nombre de cantons est réduit par la loi du 8 pluviôse an IX (28 janvier 1801) Les premiers préfets nommés par le gouvernement sont chargés d'établir dans leur département la répartition des communes dans chaque canton nouvellement établi, ce qui fit passer brièvement la commune dans le canton de Marseille-en-Beauvaisis, mais elle retrouve dès 1802 son attache au canton de Songeons.

### Époque contemporaine
Après la Révolution française débute la période de transition pour le village. Celle-ci se traduit d'abord par une baisse régulière de la population dû à l'exode rural qui se stabilise après la Première Guerre mondiale.

## Politique et administration

### Rattachements administratifs et électoraux

#### Rattachements administratifs
La commune se trouve dans l'arrondissement de Beauvais du département de l'Oise.  
Elle faisait partie depuis 1802 du canton de Songeons. Dans le cadre du redécoupage cantonal de 2014 en France, cette circonscription administrative territoriale a disparu, et le canton n'est plus qu'une circonscription électorale.

#### Rattachements électoraux
Pour les élections départementales, la commune fait partie depuis 2014 du canton de Grandvilliers.
Pour l'élection des députés, elle fait partie de la deuxième circonscription de l'Oise.

### Intercommunalité
Morvillers est membre de la communauté de communes de la Picardie verte, un établissement public de coopération intercommunale (EPCI) à fiscalité propre créé fin 1996 et auquel la commune a transféré un certain nombre de ses compétences, dans les conditions déterminées par le code général des collectivités territoriales.
Le territoire de cette intercommunalité comprend l'ensemble des communes des cantons de Formerie, Grandvilliers et Marseille-en-Beauvaisis, ainsi que certaines communes du canton de Songeons dans lequel elle se trouve.

### Tendances politiques et résultats
Au premier tour de l'élection présidentielle de 2022, les quatre premiers candidats retenus par les électeurs de la sommune sont Marine Le Pen (48,18 % des suffrages exprimés), Emmanuel Macron (20,79 %), Jean-Luc Mélenchon (8,25 %) et Éric Zemmour (7,26 %). 
Au second tour, Marine Le Pen obtient 212 voix (67,09 %) et le candidat élu Emmanuel Macron 104 voix (32,91 %), lors d'un scrutin où 18,30 % des électeurs se sont abstenus.

### Liste des maires
| Période                                  | Période                       | Identité         | Étiquette                | Qualité                                                   |
| ---------------------------------------- | ----------------------------- | ---------------- | ------------------------ | --------------------------------------------------------- |
| Les données manquantes sont à compléter. |                               |                  |                          |                                                           |
| juin 1995                                | mars 2008                     | Evelyne Nollet   | app. RPR puis (2001) DVD | Vice-présidente de la CC de la Picardie verte ( ? → 2008) |
| mars 2008                                | En cours (au 31 octobre 2024) | Gilles Notteboom |                          | Agriculteur Réélu pour le mandat 2020-2026,               |

## Équipements et services publics
Un terrain de football et une salle des fêtes polyvalente, construite en 1994 sont les équipements principaux du village.

### Enseignement
À l'école organisée en regroupement pédagogique intercommunal avec les communes de Grémévillers et Omécourt s'ajoute une halte-garderie.

## Population et société

### Démographie
Les habitants sont appelés les Morvillois et les Morvilloises.

#### Évolution démographique
L'évolution du nombre d'habitants est connue à travers les recensements de la population effectués dans la commune depuis 1793. Pour les communes de moins de 10 000 habitants, une enquête de recensement portant sur toute la population est réalisée tous les cinq ans, les populations de référence des années intermédiaires étant quant à elles estimées par interpolation ou extrapolation. Pour la commune, le premier recensement exhaustif entrant dans le cadre du nouveau dispositif a été réalisé en 2006.

En 2022, la commune comptait 504 habitants, en évolution de +6,33 % par rapport à 2016 (Oise : +0,87 %, France hors Mayotte : +2,11 %).
| 1793 | 1800 | 1806 | 1821 | 1831 | 1836 | 1841 | 1846 | 1851 |
| ---- | ---- | ---- | ---- | ---- | ---- | ---- | ---- | ---- |
| 662  | 622  | 707  | 649  | 674  | 634  | 630  | 607  | 601  |

| 1856 | 1861 | 1866 | 1872 | 1876 | 1881 | 1886 | 1891 | 1896 |
| ---- | ---- | ---- | ---- | ---- | ---- | ---- | ---- | ---- |
| 608  | 590  | 560  | 544  | 504  | 501  | 457  | 447  | 421  |

| 1901 | 1906 | 1911 | 1921 | 1926 | 1931 | 1936 | 1946 | 1954 |
| ---- | ---- | ---- | ---- | ---- | ---- | ---- | ---- | ---- |
| 403  | 374  | 356  | 325  | 345  | 314  | 344  | 366  | 363  |

| 1962 | 1968 | 1975 | 1982 | 1990 | 1999 | 2006 | 2011 | 2016 |
| ---- | ---- | ---- | ---- | ---- | ---- | ---- | ---- | ---- |
| 386  | 396  | 403  | 388  | 395  | 399  | 430  | 439  | 474  |

| 2021 | 2022 | - | - | - | - | - | - | - |
| ---- | ---- | - | - | - | - | - | - | - |
| 498  | 504  | - | - | - | - | - | - | - |

#### Pyramide des âges
La population de la commune est relativement jeune.
En 2018, le taux de personnes d'un âge inférieur à 30 ans s'élève à 38,3 %, soit au-dessus de la moyenne départementale (37,3 %). À l'inverse, le taux de personnes d'âge supérieur à 60 ans est de 20,1 % la même année, alors qu'il est de 22,8 % au niveau départemental.
En 2018, la commune comptait 236 hommes pour 247 femmes, soit un taux de 51,14 % de femmes, légèrement supérieur au taux départemental (51,11 %).
Les pyramides des âges de la commune et du département s'établissent comme suit.
| Hommes | Classe d’âge | Femmes |
| ------ | ------------ | ------ |
| 1,3    | 90 ou +      | 0,0    |
| 3,8    | 75-89 ans    | 7,7    |
| 13,2   | 60-74 ans    | 14,2   |
| 21,0   | 45-59 ans    | 20,5   |
| 22,1   | 30-44 ans    | 19,6   |
| 17,7   | 15-29 ans    | 13,7   |
| 20,9   | 0-14 ans     | 24,3   |

| Hommes | Classe d’âge | Femmes |
| ------ | ------------ | ------ |
| 0,5    | 90 ou +      | 1,4    |
| 5,5    | 75-89 ans    | 7,6    |
| 15,6   | 60-74 ans    | 16,3   |
| 20,8   | 45-59 ans    | 20     |
| 19,4   | 30-44 ans    | 19,4   |
| 17,6   | 15-29 ans    | 16,2   |
| 20,6   | 0-14 ans     | 19,1   |

### Manifestations culturelles et festivités
La fête patronale a lieu le 22 juillet, jour de la mort de saint Wandrille et la fête communale le dimanche qui suit le 22 juillet.
Il faut également noter la Saint-Éloi, patron des métiers liés aux métaux, fêtée début décembre.

### Sports et loisirs
Les activités sportives sont représentées par un club de tennis de table.

## Économie
Morvillers semble résister à la désertion des services et commerces en milieu rural, un grand nombre sont représentés dans la commune : Les commerces alimentaires comportent une boulangerie, une boucherie-charcuterie, une épicerie. Il existe aussi un bar-tabac.
L'agriculture marque l'économie du village ainsi que son paysage. Les exploitations agricoles sont ouvertes sur la rue et sur leur parcellaire situé à l'arrière selon la structure du village-rue. L'agriculture a un rôle économique et social dans la vie du village, le maire étant lui-même un agriculteur. En 2008 au salon de l'agriculture un éleveur de Morvillers a obtenu un prix.
Il existe également de nombreuses entreprises de travaux agricoles liées à ce secteur de l'économie rurale.

## Culture locale et patrimoine

### Lieux et monuments
La commune compte un édifice qualifié de monument historique : 
- Le "Manoir"  Inscrit MH (2006)[33], 10 rue de Monsures :

Le château de Morvillers un témoin exceptionnel et unique des manoirs en pan de bois construits à la fin du XVe siècle et au début du XVIe siècle et ayant appartenu aux seigneurs de Lannoy-de-Morvillers. Jadis recouvert d'un enduit, il présente une façade sur cour à encorbellement sculpté, vraisemblablement flanqué initialement d'une tourelle d'escalier hors d'œuvre. Le colombage est agrémenté de panneaux rectangulaires à motifs quadrilobés. À l'intérieur, le volume ancien des pièces a été en grande partie respecté : plusieurs de ces pièces ont conservé leur plafond originel à sommiers moulurés et sculptés. Si la cage d'escalier actuelle n'est sans doute pas antérieure au XVIIe siècle, la charpente sur blochets, en revanche, est probablement d'origine.
On peut également signaler : 
- Église Saint-Wandrille

L'église, reconstruite en 1503, est une ancienne chapelle et sous le vocable de saint Wandrille. Le chœur seul est en échiquier de pierre et silex. Le portail de style Renaissance est surmonté d'une rose à huit compartiments et d'une niche à dais. La plupart des fenêtres, aujourd'hui bouchées, sont de grandes ogives géminées. Le clocher carré à toit d'ardoise est sur le transept nord. La nef date de 1539. On peut noter la charpente, le portail de style Renaissance et une cuve baptismale de style gothique
L'édifice bénéficie de travaux de restauration en 2024/2025.
- La mairie-école

Le bâtiment de la mairie est un ancien pensionnat, Le Clos Fleuri qui date du XIXe siècle comme l'indique son architecture en brique rouge typique de cette époque. Regroupement courant à l'époque de la IIIe République des bâtiments de la représentation de l'État, celui-ci se trouve au centre du village. Il comporte au rez-de-chaussée les deux classes du regroupement scolaire ainsi que les bureaux du maire et le secrétariat de mairie. La salle du conseil se trouve au premier étage. Dans l'ancien logement de fonction de l'instituteur et secrétaire de mairie a été aménagé un logement et deux autres l'ont été dans les combles autrefois inhabitées.

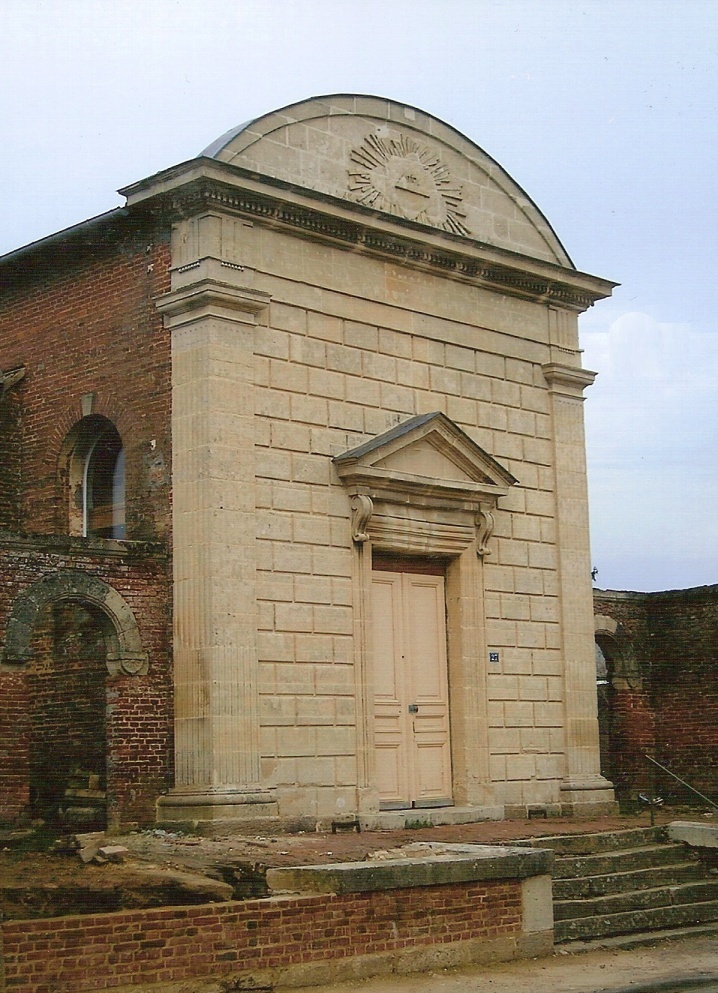
La « chapelle » en 2005.

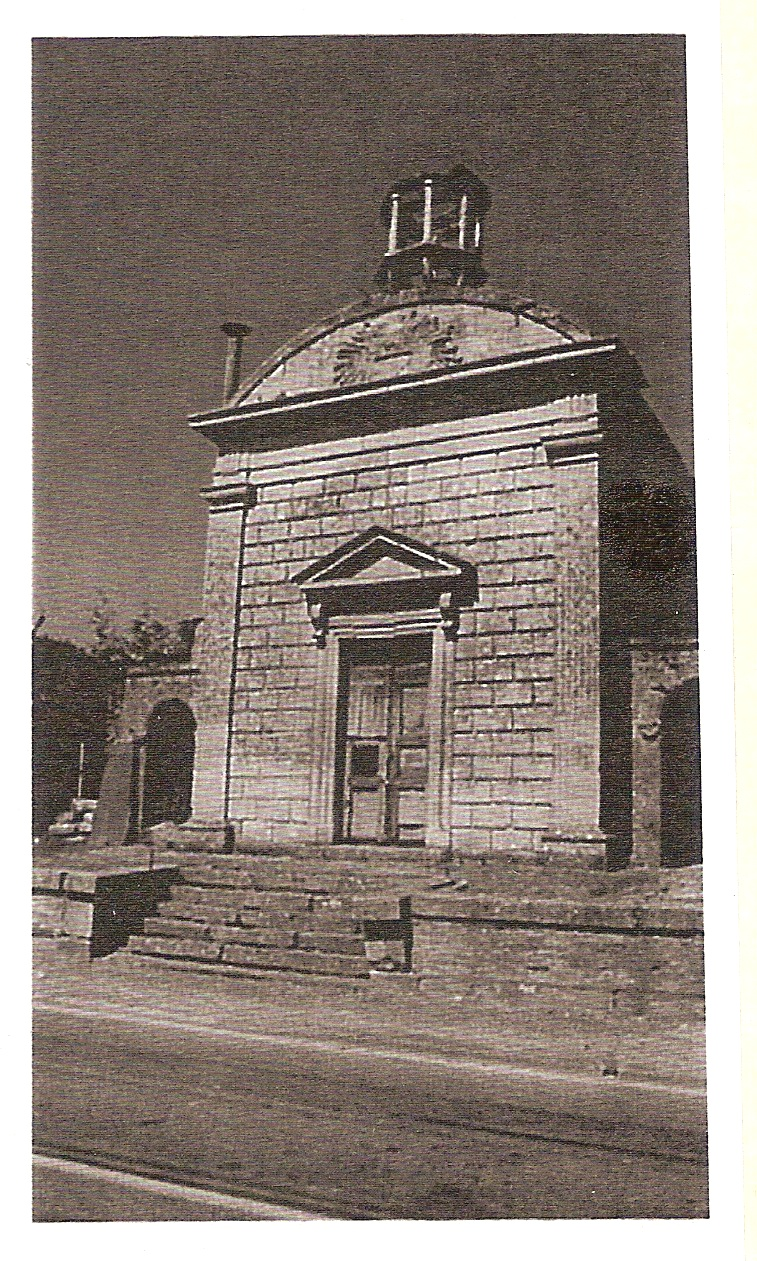
La “Chapelle” en 2000 avant les travaux de réhabilitation.

- La chapelle, 27 rue Riquefosse  :

Le bâtiment porte le nom de « chapelle », mais le mystère reste entier quant à ses origines.
La façade néoclassique du bâtiment laisse penser que l'édifice a été construit au XIXe siècle. Il fait huit mètres de hauteur pour cinq mètres de largeur et est doté de deux passages latéraux, qui, comme les églises romanes, sont constitués d'arcs en plein cintre. L'utilisation de la pierre pour la façade détonne dans cette région où les bâtiments et édifices sont construits, à partir du XIXe siècle, principalement en brique, dont le reste du bâtiment est d'ailleurs constitué. Sur la partie sud se trouve une sacristie. Lors de sa construction le bâtiment a été surmonté d'un clocher à forme octogonale dans lequel se trouvait une cloche.
La structure générale évoque un lieu de culte, par exemple son orientation vers l'ouest caractéristique des édifices chrétiens. Sur le  fronton arrondi on trouve une sculpture en relief qui représente le ciel et le soleil à l'intérieur desquels, dans un triangle – représentation de Dieu en trois segments égaux -, est inscrit le nom de Dieu en hébreu biblique.  On peut penser pour cela qu'il s'agissait à l'origine d'un lieu de culte protestant. De plus, avant la restauration la partie Est était surélevée pour accueillir un autel.
Le bâtiment avait été oublié des riverains et une menace de destruction par l'OPAC de l'Oise en 2000 a fait prendre conscience de ce lieu jusque-là oublié et à l'abandon. La mairie l'ayant déclaré « bien sans maître », la « chapelle » a été achetée et réhabilitée en une habitation locative dont l'aménagement intérieur, celui du Loft, s'attache à la conservation de l'architecture et de l'espace.

### Personnalités liées à la commune
- Maurice Dommanget (1888-1976) syndicaliste et historien du mouvement ouvrier a été instituteur à Morvillers, où il est nommé en octobre 1911. Il; y vit jusqu'en 1948[36],[37]

## Pour approfondir